# Dyle
La Dyle /dil/, o Dijle /ˈdɛɪ̯lə/ in nederlandese (Tîle in vallone), è un fiume belga che scorre nel Belgio centrale; ha una lunghezza di 86 km. 

## Percorso
Nasce a Houtain-le-Val, presso Nivelles, e sfocia nel fiume Rupel presso Rumst. Attraversa le province del Brabante Vallone, del Brabante Fiammingo e di Anversa. Le principali città toccate dal fiume sono Ottignies, Wavre, Lovanio e Malines. La Dyle è navigabile ma la navigazione è ormai limitata solamente al tratto Malines-Rumst.